# Philip Catherine
Ne doit pas être confondu avec Philippe Katerine.
Philip Catherine est un guitariste de jazz belge, né le 27 octobre 1942 à Londres.

## Biographie
Philip Catherine naît le 27 octobre 1942 d'un père belge et d'une mère anglaise.
En 1948, sa famille s’installe à Bruxelles. Après avoir découvert à l’âge de 13 ans Georges Brassens et Django Reinhardt, il s'achète une guitare et se met à écouter les grands musiciens de jazz de l’époque. En 1959, âgé de 16 ans et encore inconnu du public, il se produit à la première édition du Comblain Jazz Festival. Dans les années 1960, il accompagne de nombreux musiciens de jazz de passage à Bruxelles, puis à travers l’Europe : des références comme Lou Bennett, Dexter Gordon ou Stéphane Grappelli. En 1971, le violoniste français Jean-Luc Ponty l'engage au sein de son quintet Experience.
Au cours des années 1970, Philip Catherine enregistre ses premiers disques et commence des tournées avec ses propres formations. Il continuera cependant à accompagner des géants du jazz et du rock tels que Charlie Mingus, Benny Goodman, Toots Thielemans, Charlie Mariano, Chet Baker, Larry Coryell, Focus et bien d’autres.
Philip Catherine s’est produit dans les salles de concert avec l'Orchestre Philharmonique de Berlin au Carnegie Hall, au Concertgebouw à Amsterdam, à l’Olympia, ou la Salle Pleyel à Paris ou le Palais des Beaux-Arts de Bruxelles. Il a été, récemment et à plusieurs reprises, l'invité du Jazz Club du Thou en Charente-Maritime où il a joué accompagné de Jacky Terrasson et de Riccardo del Fra.

## Discographie

### En tant que leader
- 1971 : Stream (WB / Paris) avec Marc Moulin, Jiggs Whigham, Freddy Deronde et Freddy Rotthier.
- 1974 : September man (Atlantic / Bruxelles) avec Palle Mikkelborg, Charlie Mariano, Jasper Van't Hof, John Lee et Gerry Brown.
- 1975 : Guitars (Atlantic / Bruxelles) avec Charlie Mariano, John Lee et Gerry Brown.
- 1976 : Twin House (Elektra / ACT) Larry Coryell (gt), Joachim Kühn (p)
- 1980 : Babel (Electra / Paris) avec André Ceccarelli, Jannick Top et  Jean-Claude Petit.
- 1982 : End of August (WEA / Bruxelles) avec Charlie Mariano, Nicolas Fiszman et Trilok Gurtu.
- 1983 : The Viking (Pablo Records) avec Niels-Henning Ørsted Pedersen (b)
- 1986 : Transparence (Inakustik) avec Hein Van de Geyn, Aldo Romano, Diederik Wissels et Michel Herr.
- 1988 : September Sky (September) avec Aldo Romano et Hein Van de Geyn.
- 1988 : Oscar (Igloo / Bruxelles) avec Hein Van de Geyn, Dre Pallemaerts et Kevin Mulligan.
- 1990 : I Remember You (Criss Cross) avec Tom Harrell et Hein Van de Geyn.
- 1992 : Moods, vol. 1 (Criss Cross) avec Tom Harrell, Hein Van de Geyn et Michel Herr.
- 1992 : Moods, vol. 2 (Criss Cross) avec Tom Harrell, Hein Van de Geyn et Michel Herr.
- 1997 : Philip Catherine "Live" (Dreyfus Jazz) avec Bert Van Den Brink, Hein Van de Geyn et Hans Van Ooosterhout.
- 1998 : Guitar Groove (Dreyfus Jazz / New York) avec Jim Beard, Alphonso Johnson et Rodney Holmes.
- 2000 : Blue Prince (Dreyfus Jazz / Paris) avec Bert Joris, Hein van de Geyn et Hans Van Oosterhout.
- 2002 : Summer Night (Dreyfus Jazz / Paris) avec Bert Joris, Philippe Aerts et Joost Van Schaik.
- 2005 : Meeting Colours (Dreyfus Jazz / Bruxelles) avec Bert Joris et le Brussels Jazz Orchestra.
- 2008 : Guitars Two (Dreyfus Jazz), album solo en re-recording, guitare acoustique et électrique.
- 2010 : Concert in Capbreton (Dreyfus Jazz) avec Enrico Pieranunzi, Hein van de Geyn et Joe LaBarbera.

### Avec Chet Baker
- 1985 : Crystal Bells, Igloo
- Chet' s Choice, Criss Cross
- Strollin, Enja
- Live in Bologna, Dreyfus Jazz

### Avec Stéphane Grappelli
- Young Django, MPS
- Live 1992, Birdology
- Grappelli/Ponty/Catherine, America

### Avec Larry Coryell
- Splendid, Electra
- Twin House (Elektra / ACT)

### Autres leaders
- Kenny Drew et NHOP : Morning 1975 (SteepleChase)
- Focus : Focus con Proby 1978, avec Thijs van Leer, Eef Albers, Bert Ruiter, Steve Smith, P.J. Proby
- Niels-Henning Ørsted Pedersen : Art of the Duo (Enja)
- Dexter Gordon : Something Different (Steeple Chase)
- Charlie Mingus : Three or Four Shades of Blue (Atlantic Records)
- Charlie Mariano et Jasper Van't Hof : Sleep my Love (Contemp), Operanoia (Intuition)
- Carla Bley et Mike Mantler : More Movies (Watt)
- Michaël Gibbs : The Only Chrome Waterfall Orch (Bronze)
- Barney Wilen et Palle Danielsson : Sanctuary (IDA)
- Jacques Pelzer : Salute to the Band Box (Igloo)
- Emmanuel Bex et Aldo Romano : Trios
- Ivan Paduart : White Nights (A-records)
- Soledad : Passage - The Music of F. Devreese (EMI/Virgin Classics)
- Ronan Pinc Quartet : Rue de Dunkerque (Le Micro Bleu)

### Autre
- Avec Didier Lockwood et Christian Escoudé : Catherine Escoudé Lockwood - Trio (1983, JMS)

## Distinctions
- 2004 :  Officier de l'ordre de la Couronne[3]
- 2008 : Octave d'honneur